# 만주 (연호)
만주(일본어: 万寿)는 일본의 연호 중 하나이다.
- 전후 : 지안(治安) 이후 - 조겐(長元) 이전.
- 시기 : 1024년 ~ 1027년
- 천황 : 고이치조 천황

## 개원
- 지안 4년 7월 13일(율리우스력 1024년 8월 23일)에 갑자혁령에 해당했기 때문에 개원하여
- 만주 5년 7월 25일(율리우스력 1028년 8월 18일) 조겐으로 개원되었다.

## 출전
《시경》의 "樂只君子면 邦家之光요 樂只君子면 萬壽無疆이다."

## 만주 시기에 일어난 일
- 3년
  - 5월 23일(율리우스력 6월 17일): 만주 지진 - 이와미노쿠니 일대에 큰 지진이 발생했다. 연호를 따 '만주 지진'이라고 한다.

## 서력과의 대조표
| 만주        | 원년       | 2년        | 3년        | 4년        | 5년        |
| ----------- | ---------- | ---------- | ---------- | ---------- | ---------- |
| 서기 (西紀) | 1024년     | 1025년     | 1026년     | 1027년     | 1028년     |
| 간지 (干支) | 갑자(甲子) | 을축(乙丑) | 병인(丙寅) | 정묘(丁卯) | 무진(戊辰) |

## 같이 보기
- 일본의 연호 일람

| 이전 지안 | 일본의 연호 1024년 ~ 1027년 | 다음 조겐 |